# Kirjat Gat
Kirjat Gat (hebr. קריית גת; arab. كريات جات/كريات غات) – miasto położone w Dystrykcie Południowym w Izraelu.
Leży w północnej części pustyni Negew, w otoczeniu moszawów Sede Mosze, Lachisz, No’am, Szalwa, Uza, Nir Chen, Szachar, Rewacha, Zawdi’el i Menucha, kibucu Gat, oraz wiosek Ewen Szemu’el i Alumma. Na północny zachód od miasta znajduje się tajna baza Sił Obronnych Izraela Pluggot Giwati.

## Historia
Pierwotnie znajdowały się tutaj dwie arabskie wioski: w części zachodniej Al-Faludża (arab. الفالوجة) i w części wschodniej Iraq al-Manshija (arab. عراق المنشية). Najdłuższą historię ma al-Faludża. Istniała ona początkowo jako miejscowość Zurayq al-Khandaq. W XIV wieku osiedlił się w niej mistrz sufizmu, Shahab al-Din al-Faluji. Na jego cześć zmieniono nazwę miejscowości na al-Faludża.
Pod brytyjskim panowaniem w Mandacie Palestyny, na północ od wioski al-Faludża wybudowano bazę lotniczą Royal Air Force Pluggot Giwati, która została zamknięta w 1948 r.

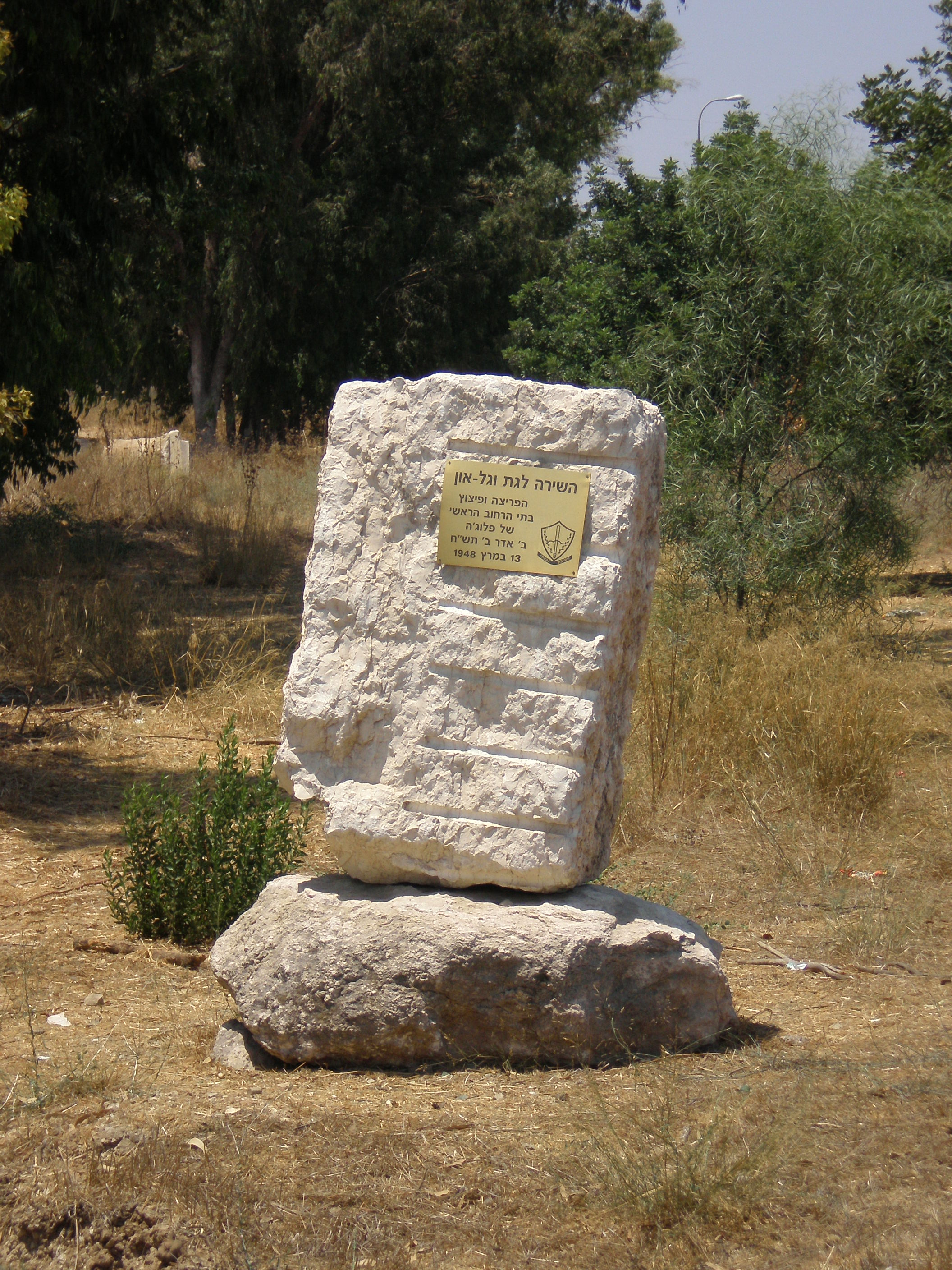
Pomnik pamięci konwoju jadącego do Gat i Gal’on

29 listopada 1947 roku Zgromadzenie Ogólne Organizacji Narodów Zjednoczonych przyjęło Rezolucję nr. 181. Była to decyzja w sprawie podziału Palestyny na dwa państwa: żydowskie i arabskie. Na mocy tej Rezolucji, obie wioski al-Faludża i Iraq al-Manshija miały znaleźć się w państwie arabskim.
Podczas wojny domowej w Mandacie Palestyny żydowski konwój Hagany jadący z zaopatrzeniem do kibuców Gat i Galon, wjechał 14 marca 1948 do al-Falujy. Gdy konwój został zaatakowany przez mieszkańców wioski, doszło do bitwy w której zginęło 37 Arabów i 7 Żydów, a rannych zostało 20 Arabów i 4 Żydów. Następnego dnia do wioski wszedł oddział saperski Hagany i w ramach akcji odwetowej wysadził w powietrze dziesięć domów.
Podczas wojny o niepodległość w maju 1948 na terytorium byłego Mandatu Palestyny wkroczyły wojska egipskie. Kolumna egipskich wojsk zmechanizowanych została zatrzymana przez Izraelczyków w pobliżu miasta Aszdod, po czym wycofała się ona w kierunku Negewu i zatrzymała się w rejonie wiosek al-Faludża i Iraq al-Manshija.
16 października 1948 izraelskie oddziały w trakcie „operacji Jo’aw” rozpoczęły ataki na egipskie pozycje położone w tym rejonie. W wyniku tej operacji, do 22 października około 4 tys. egipskich żołnierzy zostało otoczonych w tzw. „worku Faluja”. 28 grudnia 1948 izraelskie oddziały wykonały kolejny oskrzydlający manewr, zacieśniając pętlę okrążenia.
Zawarte 24 lutego 1949 izraelsko-egipskie zawieszenie broni umożliwiło Egipcjanom wycofanie swoich wojsk z okrążenia, natomiast obszar „worka Faluja” miał przejść pod kontrolę izraelską. 26 lutego egipska brygada swobodnie wycofała się w kierunku półwyspu Synaj, a 1 marca obie wioski zostały zajęte przez Izraelczyków. Doszło wówczas do naruszenia warunków zawieszenia broni, ponieważ izraelscy żołnierze zaczęli zmuszać arabską ludność cywilną do opuszczenia wiosek. Obserwator ONZ Ralph Bunche raportował, że zastraszanie cywilów obejmowało przypadki pobicia, kradzieże i usiłowania dokonania gwałtu. Z tego powodu wszyscy mieszkańcy do 22 kwietnia opuścili swoje wioski, a 27 kwietnia Izraelczycy przystąpili do wyburzania domów.
W 1954 r. utworzono tutaj obóz przejściowy (ma’abarot) dla żydowskich imigrantów masowo napływających do Izraela. Nową osadę nazwano Kirjat Gat na cześć starożytnego miasta Gat. Początkowo badania archeologiczne błędnie wskazywały właśnie to miejsce jako prawdopodobną lokalizację tego miasta. Później jednak okazało się, że znajdowało się ono na wzgórzu Tel es-Safi, w odległości 13 km na północny wschód od Kirjat Gat.
Współczesna osada została założona we wrześniu 1955 przez 18 rodzin imigrantów z Maroka. Bardzo szybko dołączyli do nich imigranci z Afryki Północnej (głównie z Tunezji).
W 1958 r. Kirjat Gat otrzymało status samorządu lokalnego, a w grudniu 1972 prawa miejskie. W latach 90. osiedliła się tutaj duża grupa imigrantów z krajów byłego ZSRR, Etiopii i Argentyny.
W styczniu 2009 na miasto spadły rakiety Grad wystrzeliwane przez palestyńską organizację terrorystyczną Hamas ze Strefy Gazy.

## Demografia
Zgodnie z danymi Izraelskiego Centrum Danych Statystycznych w 2008 roku w mieście żyło 47,9 tys. mieszkańców.
Zgodnie z danymi Izraelskiego Centrum Danych Statystycznych w Kirjat Gat w 2000 było 15 257 zatrudnionych pracowników i 1152 pracujących na własny rachunek. Pracownicy otrzymujący stałe pensje zarabiali w 2000 średnio 4124 NIS, i otrzymali w ciągu roku podwyżki średnio o 4,9%. Przy czym mężczyźni zarabiali średnio 5199 NIS (podwyżka o 7,3%), a kobiety zarabiały średnio 2956 NIS (obniżka o 1,8%). W przypadku osób pracujących na własny rachunek średnie dochody wyniosły 5494 NIS. W 2000 roku w Kirjat Gat było 1336 osób otrzymujących zasiłek dla bezrobotnych i 6487 osób otrzymujących świadczenia gwarantowane.
Populacja miasta pod względem wieku:
| Wiek (w latach) | Procent populacji w % |
| --------------- | --------------------- |
| 0-4             | 8,1%                  |
| 5-9             | 8,3%                  |
| 10-14           | 8,5%                  |
| 15-19           | 8,1%                  |
| 20-29           | 16,5%                 |
| 30-44           | 16,6%                 |
| 45-59           | 18,8%                 |
| ponad 60        | 15,2%                 |

Źródło danych: Central Bureau of Statistics.
Miasto posiada następujące osiedla mieszkaniowe: Malkei Israel, Atarei HaMikra, Tsahal, HaKomemiyut, Sha’ar Hadarom, HaHa’apala, Megadim, Pe Zayin, Hahoresh, Glikson, Benei Israel oraz HaShoftim.

## Gospodarka
W południowo-wschodniej części miasta znajduje się strefa przemysłowa, która jest siedzibą wielu zakładów przemysłowych.
W 1999 r. rozpoczął swoją działalność zakład Intela, znany jako Fab 18. Produkuje się tutaj między innymi procesory Pentium 4 oraz pamięci Flash. Zakład korzystał z pomocy finansowej izraelskiego rządu w wysokości 525 mln NIS. Eksperci oceniają, że zakład w Kirjat Gat jest wart około 1,5 mld USD. W lipcu 2008 koncern otworzył w Kirjat Gat nowy zakład Fab 28. Intel zainwestował w jego budowę ponad 3,5 mld USD. Zakład produkuje mikroprocesory w technologii 0,045 mikrona i jest jednym z trzech najnowocześniejszych zakładów Intela na świecie.
Koncern Numonyx produkuje w zakładzie Fab 1 karty pamięci Flash. Firma HP Indigo specjalizuje się w technologicznych rozwiązaniach druku barwnego.
W północnej części miasta znajduje się doświadczalna stacja rolnictwa genetycznego ha-Zera.

## Transport
Na wschód od miasta przebiega autostrada nr 6, brak jednak możliwości bezpośredniego wjazdu na nią. Wzdłuż północnej granicy miasta przebiega droga ekspresowa nr 35  (Aszkelon – Hebron). Można na nią wjechać dwoma wjazdami z miasta i jednym ze strefy przemysłowej. Natomiast wzdłuż zachodniej granicy miasta przebiega droga ekspresowa nr 40  (Kfar Saba – Ketura). Można na nią wjechać jednym wjazdem z miasta.
W strefie przemysłowej położonej na południowym wschodzie miasta zlokalizowana jest stacja kolejowa Kirjat Gat. Pociągi z Kirjat Gat jadą do Naharijji, Hajfy, Tel Awiwu i Beer Szewy.

## Oświata
W mieście jest 18 szkół podstawowych i 13 szkół średnich, w których uczy się 10,7 tys. uczniów. W 2001 54,7% absolwentów szkół średnich podjęło dalszą naukę na studiach. Wśród tutejszych szkół znajdują się między innymi: Makif Hadash, Makif Rogozin, Herzl, Makif Gross, Ben Gurion, Mipi Ofalim, Ben Tsvi, HaNevim, HaRambam, Haredi, Yore De’a, Makif Shlaun, Rashbi, Masua, Yad Shimon, Menachem Begin, David Elazar, Yad Itschak, Ort Hanichim, Shprintsak
Działają tutaj Instytut Edukacyjny Neve Hanna,Centrum Pedagogiczne oraz szkoła edukacji specjalnej Ma’as. Jest tu także centrum edukacji religijnej Chabad of Kiryat Gat oraz jesziwa Tomchei Tmimim.

## Sport
Miejski zespół piłkarski Maccabi Kiryat Gat przeżywa od kilku lat kłopoty finansowe, posiada jednak duży stadion położony w północnej części miasta.
W mieście jest kryty basen pływacki HaShoftim, miejski basen kąpielowy oraz korty tenisowe.

## Miasta partnerskie
- Kruševac (Serbia)